# Josep Quirante Pineda
Josep Quirante Pineda (Cox, 10 de maig de 1883 - Barcelona, 30 de maig de 1964) fou un futbolista valencià de principis de segle xx i més tard entrenador de futbol.
Fou un dels futbolistes més importants dels inicis del FC Barcelona. Va vestir de blaugrana més de 10 temporades. Els anys 1906 a 1908, per motius professionals viatjà a Madrid i jugà al Reial Madrid breument, malgrat no abandonar la pertinença al Barça. També jugà breument al RCD Espanyol el 1910 i a l'Universitary SC el 1912.
L'any 1912, acusat d'acceptar contractes al marge del club va haver d'abandonar el club i juntament amb altres companys de l'equip com Carles Comamala fundà l'FC Casual. També jugà amb la selecció Catalana de Futbol (fou un dels homes que jugà el primer partit de la selecció el 30 de maig de 1904).
Un cop retirat esdevingué entrenador de futbol, dirigint a clubs com el RCD Espanyol, Reial Madrid (on guanyà dos campionats regionals), Sevilla FC, Reial Múrcia, Hèrcules CF, Màlaga CF, Cadis CF o Reial Betis.

## Palmarès
- 2 Campionats d'Espanya (1909-10, 1911-12)
- 1 Copa Macaya (1901-02)
- 1 Copa Barcelona (1902-03)
- 4 Campionats de Catalunya (1904-05, 1908-09, 1909-10, 1910-11)
- 1 Medalla de la Federació Gimnàstica Espanyola (1902)